# 사토 료가
사토 료가(일본어: 佐藤 凌我, 1999년 2월 20일~)는 일본의 축구 선수이다.

## 구단 경력
그는 2021년 J2리그의 도쿄 베르디에 입단했다. 2022년까지 82경기에 출전하여, 26득점을 넣었다. 2023년 J1리그의 아비스파 후쿠오카로 이적했다. 2025년 J2리그의 주빌로 이와타로 이적했다.